# Bringer of Plagues
Bringer of Plagues – drugi album amerykańskiego zespołu deathmetalowego Divine Heresy. Wydany został 28 lipca 2009 roku. Jest to pierwszy album, w którego stworzenie wkład mieli nowi muzycy Joe Payne (gitara basowa) i Travis Neal (wokal).
Album zadebiutował na 148. miejscu listy Billboard 200 sprzedając się w nakładzie 3000 egzemplarzy w przeciągu tygodnia od dnia premiery.

## Lista utworów
1. "Facebreaker" - 3:42
2. "The Battle of J.Casey" - 3:42
3. "Undivine Prophecies" (Intro) - 1:07
4. "Bringer of Plagues" - 3:40
5. "Redefine" - 3:46
6. "Anarchaos" - 4:40
7. "Monolithic Doomsday Devices" - 5:24
8. "Letter to Mother" - 3:36
9. "Enemy Kill" - 3:11
10. "Darkness Embedded" - 4:34
11. "The End Begins" - 4:58
12. "Forever the Failure" - 3:39 (utwór dodatkowy)

## Twórcy
- Travis Neal – śpiew
- Dino Cazares – gitara
- Joe Payne – gitara basowa
- Tim Yeung – perkusja